# Sean Manaea
Sean Anthony Manaea (né le 1er février 1992 à Valparaiso, Indiana, États-Unis) est un lanceur gaucher des Mets de New York de la Ligue majeure de baseball.

## Carrière
Joueur des Sycamores de l'université d'État de l'Indiana, Sean Manaea est le 34e athlète réclamé au total lors du repêché 2013 de la Ligue majeure de baseball et l'une des sélections de première ronde des Royals de Kansas City. Jeune joueur prometteur, il espérait être l'un des premiers joueurs sélectionnés, mais une blessure à la hanche subie peu avant fait hésiter plusieurs clubs. Il reçoit néanmoins une prime de 3,55 millions de dollars à la signature d'un contrat professionnel avec Kansas City, une somme supérieure à celle normalement accordée à un joueur réclamé 34e. Il commence sa carrière professionnelle en ligues mineures en 2014 avec un club affilié aux Royals, mais fait peu après partie d'un important échange de joueurs. Le 28 juillet 2015, les Royals transfèrent Manaea et le lanceur droitier Aaron Brooks aux Athletics d'Oakland, en échange de Ben Zobrist, le versatile joueur d'utilité qui les aidera à gagner la Série mondiale 2015.

### Athletics d'Oakland
Sean Manaea fait ses débuts dans le baseball majeur le 29 avril 2016 avec Oakland. Durant la saison 2016, il est lanceur partant lors de 24 matchs des Athletics, ajoutant une présence en relève pour un total de 144 manches et deux tiers lancées. Il maintient une moyenne de points mérités de 3,86 avec 7 victoires, 9 défaites et 124 retraits sur des prises.

### Mets de New York
Le 12 janvier 2024, Sean Manaea signe avec les Mets de New York.